# 800 mètres masculin aux Jeux olympiques d'été de 2008 (athlétisme)
Navigation
Athènes 2004 Londres 2012
L'épreuve du 800 mètres masculin aux jeux olympiques d'été de 2008 a eu lieu le 20 pour les séries, le 21 pour les demi-finales et le 23 août 2008 pour la finale, dans le Stade national de Pékin.

## Records
Avant cette compétition, les records dans cette discipline étaient les suivants :
| Record du monde  | 1 min 41 s 11 | Wilson Kipketer | Danemark | 24 août 1997    | Cologne |
| Record olympique | 1 min 42 s 58 | Vebjørn Rodal   | Norvège  | 31 juillet 1996 | Atlanta |

## Médaillés
| Or             | Argent              | Bronze            |
| Wilfred Bungei | Ismail Ahmed Ismail | Alfred Kirwa Yego |

## Résultats

### Finale (23 août)
| Rang | Pays    | Athlète             | Temps              |
| ---- | ------- | ------------------- | ------------------ |
| 1    | Kenya   | Wilfred Bungei      | 1 min 44 s 65 (SB) |
| 2    | Soudan  | Ismail Ahmed Ismail | 1 min 44 s 70      |
| 3    | Kenya   | Alfred Kirwa Yego   | 1 min 44 s 82      |
| 4    | Canada  | Gary Reed           | 1 min 44 s 94      |
| 5    | Bahreïn | Yusuf Saad Kamel    | 1 min 44 s 95      |
| 6    | Cuba    | Yeimer López        | 1 min 45 s 88      |
| 7    | Algérie | Nabil Madi          | 1 min 45 s 96      |
| 8    | Algérie | Nadjim Manseur      | 1 min 47 s 19      |

### Demi-finales (21 août)
Il y a eu trois demi-finales. Les deux premiers de chaque course ainsi que les deux meilleurs temps se sont qualifiés pour la finale.
| Rang | Pays            | Athlète            | Temps           |
| ---- | --------------- | ------------------ | --------------- |
| 1    | Kenya           | Wilfred Bungei     | 1 min 46 s 23 Q |
| 2    | Cuba            | Yeimer López       | 1 min 46 s 40 Q |
| 3    | Russie          | Yuriy Borzakovskiy | 1 min 46 s 53   |
| 4    | Maroc           | Amine Laalou       | 1 min 46 s 74   |
| 5    | États-Unis      | Nick Symmonds      | 1 min 46 s 96   |
| 6    | Arabie saoudite | Mohammed Al-Salhi  | 1 min 47 s 14   |
| 7    | Pologne         | Marcin Lewandowski | 1 min 47 s 24   |
| 8    | Koweït          | Mohammad Al-Azemi  | 1 min 47 s 65   |

| Rang | Pays           | Athlète              | Temps           |
| ---- | -------------- | -------------------- | --------------- |
| 1    | Kenya          | Alfred Kirwa Yego    | 1 min 44 s 73 Q |
| 2    | Soudan         | Ismail Ahmed Ismail  | 1 min 44 s 91 Q |
| 3    | Bahreïn        | Yusuf Saad Kamel     | 1 min 44 s 95 q |
| 4    | Algérie        | Nadjim Manseur       | 1 min 45 s 54 q |
| 5    | Iran           | Sajjad Moradi        | 1 min 46 s 08   |
| 6    | Afrique du Sud | Mbulaeni Mulaudzi    | 1 min 46 s 24   |
| 7    | Espagne        | Antonio Manuel Reina | 1 min 46 s 40   |
| 8    | Brésil         | Fabiano Peçanha      | 1 min 47 s 07   |

| Rang | Pays        | Athlète              | Temps           |
| ---- | ----------- | -------------------- | --------------- |
| 1    | Algérie     | Nabil Madi           | 1 min 45 s 63 Q |
| 2    | Canada      | Gary Reed            | 1 min 45 s 85 Q |
| 3    | Kenya       | Boaz Kiplagat Lalang | 1 min 45 s 87   |
| 4    | Espagne     | Manuel Olmedo        | 1 min 45 s 91   |
| 5    | Bahreïn     | Belal Mansoor Ali    | 1 min 46 s 37   |
| 6    | Royaume-Uni | Michael Rimmer       | 1 min 48 s 07   |
| 7    | Ouganda     | Abraham Chepkirwok   | 1 min 49 s 16   |
| 8    | Soudan      | Abubaker Kaki        | 1 min 49 s 19   |

### Séries (20 août)
Il y a huit séries éliminatoires. Les deux premiers de chaque série et les huit athlètes avec les meilleures temps suivants sont qualifiés pour les demi-finales.
| Rang | Pays      | Athlète              | Temps         |
| ---- | --------- | -------------------- | ------------- |
| 1    | Kenya     | Wilfred Bungei       | 1 min 44 s 90 |
| 2    | Russie    | Yuriy Borzakovskiy   | 1 min 45 s 15 |
| 3    | Algérie   | Nadjim Manseur       | 1 min 45 s 62 |
| 4    | Brésil    | Fabiano Peçanha      | 1 min 46 s 54 |
| 5    | Irlande   | Thomas Chamney       | 1 min 47 s 66 |
| 6    | Australie | Lachlan Renshaw      | 1 min 49 s 19 |
| 7    | Iran      | Ehsan Mohajershojaei | 1 min 49 s 25 |

| Rang | Pays            | Athlète           | Temps         |
| ---- | --------------- | ----------------- | ------------- |
| 1    | Soudan          | Abubaker Kaki     | 1 min 46 s 98 |
| 2    | Arabie saoudite | Mohammed Al-Salhi | 1 min 47 s 02 |
| 3    | Russie          | Dmitriy Bogdanov  | 1 min 47 s 49 |
| 4    | Botswana        | Onalenna Baloyi   | 1 min 47 s 89 |
| 5    | Slovaquie       | Jozef Repcik      | 1 min 48 s 64 |
| 6    | Argentine       | Leonardo Price    | 1 min 49 s 39 |
| -    | Algérie         | Antar Zerguelaine | DNS           |

| Rang | Pays             | Athlète           | Temps         |
| ---- | ---------------- | ----------------- | ------------- |
| 1    | Royaume-Uni      | Michael Rimmer    | 1 min 47 s 61 |
| 2    | Afrique du Sud   | Mbulaeni Mulaudzi | 1 min 47 s 64 |
| 3    | Pologne          | Pawel Czapiewski  | 1 min 47 s 66 |
| 4    | Espagne          | Miguel Quesada    | 1 min 48 s 06 |
| 5    | Chine            | Xiangyu Li        | 1 min 48 s 44 |
| 6    | Lituanie         | Vitalij Kozlov    | 1 min 48 s 96 |
| 7    | Tanzanie         | Mwera Samwel      | 1 min 50 s 67 |
| -    | Nouvelle-Zélande | Nicholas Willis   | DNS           |

| Rang | Pays       | Athlète              | Temps         |
| ---- | ---------- | -------------------- | ------------- |
| 1    | États-Unis | Nicholas Symmonds    | 1 min 46 s 01 |
| 2    | Kenya      | Alfred Kirwa Yego    | 1 min 46 s 04 |
| 3    | Espagne    | Antonio Manuel Reina | 1 min 46 s 30 |
| 4    | Cuba       | Andy Gonzalez        | 1 min 46 s 59 |
| 5    | Maroc      | Mouhssin Chehibi     | 1 min 46 s 75 |
| 6    | Venezuela  | Eduar Villanueva     | 1 min 47 s 64 |
| 7    | Viêt Nam   | Nguyen Dinh Cuong    | 1 min 52 s 06 |
| 8    | Guam       | Derek Mandell        | 1 min 57 s 48 |

| Rang | Pays           | Athlète                     | Temps         |
| ---- | -------------- | --------------------------- | ------------- |
| 1    | Espagne        | Manuel Olmedo               | 1 min 45 s 78 |
| 2    | Soudan         | Ismail Ahmed Ismail         | 1 min 45 s 87 |
| 3    | Canada         | Gary Reed                   | 1 min 46 s 02 |
| 4    | Lettonie       | Dmitrijs Milkevics          | 1 min 47 s 12 |
| 5    | Afrique du Sud | Samson Ngoepe               | 1 min 47 s 42 |
| 6    | Samoa          | Aunese Curreen              | 1 min 47 s 45 |
| 7    | Mauritanie     | Souleymane Chabal El Moctar | 1 min 57 s 43 |
| -    | Équateur       | Byron Piedra                | DNS           |

| Rang | Pays       | Athlète            | Temps         |
| ---- | ---------- | ------------------ | ------------- |
| 1    | Maroc      | Amine Laalou       | 1 min 47 s 86 |
| 2    | Ouganda    | Abraham Chepkirwok | 1 min 47 s 93 |
| 3    | Tchéquie   | Jakub Holusa       | 1 min 48 s 19 |
| 4    | États-Unis | Christian Smith    | 1 min 48 s 20 |
| 5    | Brésil     | Kleberson Davide   | 1 min 48 s 53 |
| 6    | Canada     | Achraf Tadili      | 1 min 48 s 87 |
| 7    | Bolivie    | Fadrique Iglesias  | 1 min 50 s 57 |
| 8    | Yémen      | Mohammed Al Yafaee | 1 min 54 s 82 |

| Rang | Pays         | Athlète            | Temps         |
| ---- | ------------ | ------------------ | ------------- |
| 1    | Koweït       | Mohammad al-Azemi  | 1 min 46 s 94 |
| 2    | Bahreïn      | Youssef Saad Kamel | 1 min 46 s 94 |
| 3    | Pays-Bas     | Robert Lathouwers  | 1 min 46 s 94 |
| 4    | États-Unis   | Andy Wheating      | 1 min 47 s 05 |
| 5    | Sénégal      | Abdoulaye Wagne    | 1 min 47 s 50 |
| 6    | Jamaïque     | Aldwyn Sappleton   | 1 min 48 s 19 |
| 7    | Kirghizistan | Sergei Pakura      | 1 min 50 s 54 |

| Rang | Pays     | Athlète              | Temps         |
| ---- | -------- | -------------------- | ------------- |
| 1    | Cuba     | Yeimer Lopez         | 1 min 45 s 66 |
| 2    | Kenya    | Boaz Kiplagat Lalang | 1 min 45 s 72 |
| 3    | Algérie  | Nabil Madi           | 1 min 45 s 75 |
| 4    | Pologne  | Marcin Lewandowski   | 1 min 45 s 89 |
| 5    | Bahreïn  | Belal Mansoor Ali    | 1 min 45 s 95 |
| 6    | Iran     | Sajjad Moradi        | 1 min 46 s 10 |
| 7    | Maroc    | Yassine Bensghir     | 1 min 46 s 88 |
| 8    | Finlande | Mikko Lahtio         | 1 min 47 s 20 |